# Everett McGill
Everett McGill (nacido como Charles Everett McGill III; 21 de octubre de 1945) es un actor estadounidense, conocido por interpretar papeles secundarios en películas como Licencia para Matar, Silver Bullet, The People Under the Stairs, Heartbreak Ridge, Dune, Yankis, Alerta máxima 2, My Fellow Americans y en la serie de culto Twin Peaks en el papel de Ed Hurley.

## Vida y carrera
McGill nació como Charles Everett McGill III en Miami Beach, Florida. Se graduó en el Rosedale High School en Kansas City, Kansas, en 1963. 

### Cine
McGill tiene una filmografía relativamente corta, pero ha adquirido fama por aparecer en películas como Brubaker protagonizada por Robert Redford. Con seguidores de culto, incluyendo un papel como Chad Richards en la telenovela Guiding Lighten 1975 y 1976. Después de adquirir atención pública en 1981 por su papel como el rudo líder hombre de las cavernas Naoh en La Guerre du feu, McGill apareció en Silver Bullet, una película de hombres lobos 1985 inspirada en un cuento de Stephen King; la épica de batalla de la Guerra de Corea Filed of Honor y la película de guerra de Clint Eastwood Heartbreak Ridge en 1986; y en la película de 1989 de la franquicia de James Bond, Licencia para Matar. En 1988, McGill interpretó al protagonista en Iguana dirigida por Monte Hellman. Más tarde en 1996,  protagonizó la película My Fellow Americans protagonizada por sus dos coestrellas fallecidas James Garner y Jack Lemmon.

### Trabajo con David Lynch
El actor es más ampliamente reconocido por su trabajo con el director David Lynch. McGill primero trabajó con Lynch en la adaptación de 1984 de Duna de Frank Herbert, en el que interpreta al líder de Fremen Stilgar McGill más tarde apareció como Ed Hurley en la serie de televisión Twin Peaks. McGill también apareció en la película de 1999 de Lynch The Straight Story .

### The People Under the Stairs
En 1991, McGill se reunió con su coestrella en Twin Peaks Wendy Robie. Los dos aparecieron como los villanos en la película The People Under the Stairs, de Wes Craven. 

### Filmografía
- Yankis (1979)
- Union City (1980)
- Brubaker (1980)
- La guerre du feu (1981)
- Dune (1984)
- Silver Bullet (1985)
- Field of Honor (1986)
- Heartbreak Ridge (1986)
- Iguana (1988)
- Licencia para matar (1989)
- Jezebel's Kiss (1990)
- The People Under the Stairs (1991)
- Alerta máxima 2 (1995)
- My Fellow Americans (1996)
- Jekyll Island (1998)
- The Straight Story (1999)